# 哥倫比亞特區戰爭紀念碑
哥倫比亞特區戰爭紀念碑（District of Columbia War Memorial）是美國首都華盛頓特區的一座紀念碑，紀念在第一次世界大戰中服役的哥倫比亞特區公民。哥倫比亞特區戰爭紀念碑位於華盛頓西波托馬克公園。該紀念碑於1924年獲准興建，修建資金由捐款提供。紀念碑於1931年春天開始修建，並在1931年竣工。

## 外部連結
- http://www.ww1cc.org/memorial U.S. World War I Centennial Commission
- World War I Memorial Foundation（页面存档备份，存于）
- DC Preservation League Most Endangered Places for 2003
- District of Columbia Service in World War One and the DC World War Memorial